# Parafia św. Andrzeja Apostoła w Kalnikowie
Parafia św. Andrzeja Apostoła w Kalnikowie – parafia rzymskokatolicka znajdująca się w archidiecezji przemyskiej w dekanacie Przemyśl III. 

## Historia
Kalników był wzmiankowany już w 1378 roku, a rzymskokatoliccy należeli do parafii w Krakowcu. W 1811 we wsi było 780 mieszkańców (w tym: 744 grekokatolików i 6 Żydów), ale po ok. trzydziestu latach z powodu dalekiej odległości od kościoła w Krakowcu, Polacy przeszli do miejscowej cerkwi. 
W 1903 roku dziedzic Bolesław Orzechowicz zbudował kaplicę dworską, do której uczęszczało ok. 60 wiernych. 15 lipca 1908 roku bp Józef Sebastian Pelczar ustanowił ekspozyturę w Kalnikowie, do której należały 34 rodziny. W latach 1912–1913 z fundacji dziedzica zbudowano murowany kościół, według projektu arch. inż. Pilewskiego. 28 listopada 1913 roku kościół został konsekrowany przez bpa Karola Fischera pw. św. Andrzeja Apostoła. W 1915 roku podczas wojny kościół został zniszczony, a w 1923 roku odbudowany. W 1933 roku nastąpiło formalne erygowanie parafii. W latach 1944–1946 nie było proboszcza. W 1973 roku wnętrze kościoła z ołtarzem głównym uległo zniszczeniu podczas pożaru.
1 listopada 2003 roku ks. Kazimierz Florek i prawosławny ks. Bazyli Zabrodzki poświęcili kaplicę pogrzebową na cmentarzu, którą wspólnie zbudowali rzymsko-katolicy, prawosławni i grekokatolicy.
Na terenie parafii jest 941 wiernych (w tym: Kalników –754, Hruszowice – 195, Pomiarki – 23).

## Kościół filialny
W XIX wieku w Hruszowicach została zbudowana grobowa kaplica dworska, która po II wojnie światowej popadła w ruinę. W 1968 roku rozpoczęto remont kaplicy, która 29 listopada 1969 roku została poświęcona przez bpa Ignacego Tokarczuka pw. Matki Bożej Różańcowej.